# Jean-Marc Chanelet
Jean-Marc Chanelet est un footballeur français, né le 23 juillet 1968 à Paris (France). Il évoluait au poste de défenseur.

## Biographie
Il passe une bonne partie de son enfance dans la région lyonnaise. Il a commencé le football à 8 ans et a pris sa première licence au club de Cascol d'Oullins. Il a passé son baccalauréat en 1987.
En 1992 il effectue un essai avec le RC Strasbourg en Coupe de la Ligue.
Il a disputé 221 matchs de Ligue 1, dont 152 avec le FC Nantes.
En fin de contrat en 2000, il a le choix de signer au LOSC d'Halilhodžić ou à l'Olympique lyonnais de Jacques Santini. 
Après avoir arrêté sa carrière de footballeur en 2005, il devient superviseur de matches pour Le Mans UC, quand Frédéric Hantz en était l'entraîneur. Après en avoir fait de même à Guingamp. Il a pris, depuis 2007, ce même rôle de superviseur au sein de son ancien club de l'Olympique lyonnais.
Le 3 juin 2009, il participe au jubilé de Franck Silvestre à la Guadeloupe, match au cours duquel il retrouve d'anciens coéquipiers comme Patrice Loko ou Christian Karembeu.

## Carrière

### De joueur
- 1989-1993 :  FC Istres
- 1993-1995 :  Nîmes Olympique
- 1995-2000 :  FC Nantes
- 2000-2003 :  Olympique lyonnais
- 2003-2005 :  Grenoble Foot

### De dirigeant
- 2006 : Le Mans UC - superviseur
- 2007 : En Avant de Guingamp - superviseur
- 2007-... : Olympique lyonnais - superviseur

## Palmarès
- Champion de France en 2002 et 2003 avec Lyon
- Vainqueur de la Coupe de France en 1999 et 2000 avec Nantes
- Vainqueur de la Coupe de la Ligue en 2001 avec Lyon
- Vainqueur du Trophée des champions en 1999 avec Nantes et 2002 avec Lyon
- Vice-Champion de France en 2001 avec Lyon